# Världsmästerskapen i skidskytte 1993
Världsmästerskapen i skidskytte 1993 hölls 1993 i Borovets (73 km utanför Sofia) i Bulgarien.

## Herrar

### 10 kilometer sprint
| Medalj | Namn           | Land     | Straffrundor | Resultat |
| ------ | -------------- | -------- | ------------ | -------- |
| Guld   | Mark Kirchner  | Tyskland | 0            | 27.30.5  |
| Silver | Jon Åge Tyldum | Norge    | 1            | 27.44,9  |
| Brons  | Sergej Tarasov | Ryssland | 1            | 27.46,7  |

### 20 kilometer
| Medalj | Namn             | Land     | Straffrundor | Resultat |
| ------ | ---------------- | -------- | ------------ | -------- |
| Guld   | Andreas Zingerle | Italien  | 1            | 53.05,4  |
| Silver | Sergej Tarasov   | Ryssland | 2            | 53.49,9  |
| Brons  | Sergej Tjepikov  | Ryssland | 1            | 54.38,3  |

### 4 x 7,5 kilometer stafett
| Medalj | Land     | Lagmedlemmar                                                           | Straffrundor | Resultat  |
| ------ | -------- | ---------------------------------------------------------------------- | ------------ | --------- |
| Guld   | Italien  | Wilfried Pallhuber Johann Passler Pieralberto Carrara Andreas Zingerle | 0+0          | 1:32.18.3 |
| Silver | Ryssland | Valerij Medvedtsev Valerij Kirienko Sergej Tarasov Sergej Tjepikov     | 0+0          | 1:32.55.0 |
| Brons  | Tyskland | Sven Fischer Frank Luck Mark Kirchner Jens Steinigen                   | 0+0          | 1:32.57.9 |

### Lagtävling
| Medalj | Land      | Lagmedlemmar                                                     | Straffrundor | Resultat |
| ------ | --------- | ---------------------------------------------------------------- | ------------ | -------- |
| Guld   | Tyskland  | Fritz Fischer Frank Luck Steffen Hoos Sven Fischer               |              |          |
| Silver | Ryssland  | Aleksej Kobeljev Valerij Kirienko Sergej Losjkin Sergej Tjepikov |              |          |
| Brons  | Frankrike | Gilles Marguet Thierry Dusserre Xavier Blond Lionel Laurent      |              |          |

## Damer

### 7.5 kilometer sprint
| Medalj | Namn              | Land     | Straffrundor | Resultat |
| ------ | ----------------- | -------- | ------------ | -------- |
| Guld   | Myriam Bédard     | Kanada   | 0            | 21.01,9  |
| Silver | Nadezjda Talanova | Ryssland | 1            | 21.18,5  |
| Brons  | Jelena Belova     | Ryssland | 1            | 21.21,7  |

### 15 kilometer
| Medalj | Namn                | Land        | Straffrundor | Resultat |
| ------ | ------------------- | ----------- | ------------ | -------- |
| Guld   | Petra Schaaf        | Tyskland    | 1            | 50.32,9  |
| Silver | Myriam Bédard       | Kanada      | 1            | 50.47,6  |
| Brons  | Svetlana Paramygina | Vitryssland | 3            | 52.16,6  |

### 4 x 7,5 kilometer stafett
| Medalj | Land      | Lagmedlemmar                                                      | Straffrundor | Resultat  |
| ------ | --------- | ----------------------------------------------------------------- | ------------ | --------- |
| Guld   | Tjeckien  | Jana Kulhavá Jiřina Adamičková Iveta Knížková Eva Háková          | 0+1          | 1:52.08,6 |
| Silver | Frankrike | Corinne Niogret Véronique Claudel Delphyne Heymann Anne Briand    | 1+0          | 1:52.56,2 |
| Brons  | Ryssland  | Svetlana Panjutina Nadezjda Talanova Olga Simusjina Jelena Belova | 0+1          | 1:52.58,9 |

### Lagtävling
| Medalj | Land        | Lagmedlemmar                                                               | Straffrundor | Resultat |
| ------ | ----------- | -------------------------------------------------------------------------- | ------------ | -------- |
| Guld   | Frankrike   | Nathalie Beausire Delphyne Heymann Anne Briand Corinne Niogret             | 10+11        | 53.58,1  |
| Silver | Vitryssland | Natalia Permjakova Natalia Sulzjeva Natalia Ryzjenkova Svetlana Paramygina | 22+0         | 54.00,5  |
| Brons  | Polen       | Zofia Kiełpińska Krystyna Liberda Anna Stera Helena Mikołajczyk            | 0+4          | 55.30,4  |

## Medaljfördelning
| Placering | Land        | Guld | Silver | Brons | Totalt |
| --------- | ----------- | ---- | ------ | ----- | ------ |
| 1         | Tyskland    | 3    | 0      | 1     | 4      |
| 2         | Italien     | 2    | 0      | 0     | 2      |
| 3         | Frankrike   | 1    | 1      | 1     | 3      |
| 4         | Kanada      | 1    | 1      | 0     | 2      |
| 5         | Tjeckien    | 1    | 0      | 0     | 1      |
| 6         | Ryssland    | 0    | 4      | 4     | 8      |
| 7         | Vitryssland | 0    | 1      | 1     | 2      |
| 8         | Norge       | 0    | 1      | 0     | 1      |
| 9         | Polen       | 0    | 0      | 1     | 1      |